# سباق سيراتزيت تشالنج 2015
سباق سيراتزيت تشالنج 2015 (بالإسبانية: Madrid Challenge by La Vuelta 2015)‏ هو سباق دراجات هوائية من فئة  1.1، وهو الموسم الأول من سباق سيراتزيت تشالنج، وأقيم في 13 سبتمبر 2015.
فاز بالمركز الأول شيلي أولدز، وفاز بالمركز الثاني جورجيا برونزيني، وفاز بالمركز الثالث كيرستن وايلد.

## الفرق
| فرق سيدات محترفة (13)- يو أي أيه تيم ‏ - بيبينك ‏ - بيزكايا دورانجو 2015 ‏ - BTC City Ljubljana ‏ - Glas–Smurfit Kappa ‏ - Weber La Segunda Ladies Power Team ‏ - لوينتيك 2015 ‏ - لوتو سودال للسيدات 2015 ‏ - FDJ–Suez ‏ - هايتك بوردكتس 2015 ‏ - ليف بلانتور 2015 ‏ - Experza–Footlogix Ladies Cycling Team ‏ - Wiggle High5 Pro Cycling ‏ فرق وطنية (2)- فريق إسبانيا لركوب الدراجات للسيدات 2015 ‏ - فريق البرتغال لركوب الدراجات للسيدات 2015‏ |  |
| |  |

## التصنيف العام النهائي
| التصنيف العام | التصنيف العام    | التصنيف العام                          | التصنيف العام | التصنيف العام |
| العداء        | العداء           | الفريق                                 | الوقت         |               |
| ------------- | ---------------- | -------------------------------------- | ------------- | ------------- |
| 1             | Shelley Olds     | يو أي أيه تيم ‏                         | 2 س 06 د 21 ث |               |
| 2             | جورجيا برونزيني  | Wiggle High5 Pro Cycling ‏              | + 0 ث         |               |
| 3             | كيرستن وايلد     | تيم كوب هايتك بوردكتس ‏                 | + 0 ث         |               |
| 4             | روكسان فورنييه   | FDJ–Suez ‏                              | + 0 ث         |               |
| 5             | لوسي جارنر       | فريق سنويب للسيدات ‏                    | + 0 ث         |               |
| 6             | يوجينة بوجاك     | BTC City Ljubljana ‏                    | + 0 ث         |               |
| 7             | إيلينا سيتشيني   | لوتو بيليسول للسيدات ‏                  | + 0 ث         |               |
| 8             | كيلي درويتس      | Experza–Footlogix Ladies Cycling Team ‏ | + 0 ث         |               |
| 9             | Arianna Fidanza ‏ | يو أي أيه تيم ‏                         | + 0 ث         |               |
| 10            | شيلا جوتيريز     | سوبيلا ومنز تيم ‏                       | + 0 ث         |               |
|               |                  |                                        |               |               |
|               |                  |                                        |               |               |

## وصلات خارجية
- الموقع الرسمي